# Alpha Chamaeleontis
Désignations
Alpha Chamaeleontis (α Cha / α Chamaeleontis) est l'étoile la plus brillante de la constellation du Caméléon. Sa magnitude apparente est de 4,05. Elle présente une parallaxe annuelle de 51,12 mas mesurée par le satellite Hipparcos, ce qui signifie qu'elle est distante de ∼ 63,8 a.l. (∼ 19,6 pc) de la Terre. Elle se rapproche du Soleil avec une vitesse radiale de −13 km/s.
Alpha Chamaeleontis est une naine jaune-blanche de type spectral F5 V Fe−0.8, où la notation « Fe−0.8 » indique que l'étoile présente une sous-abondance anormale en fer. Sa métallicité n'est que de 55 % celle du Soleil. Elle est estimée être 1,4 fois plus massive que le Soleil et être 7,64 fois plus lumineuse que le Soleil. Sa température de surface est de 6 776 K. L'étoile est âgée d'environ 1,8 milliard d'années et sa vitesse de rotation projetée est trop faible pour pouvoir être mesurée. L'étoile a fait l'objet d'une recherche d'un excès d'infrarouge qui serait indicatif de la présence d'un disque de débris en orbite autour d'elle, mais aucun n'a été détecté.